# 宮みらい
宮みらい（みやみらい）は栃木県宇都宮市の地名。丁番を持たない単独町名で、住居表示実施済み区域。郵便番号は321-0969（宇都宮東郵便局管区）。

## 地理
宇都宮駅東口再開発事業で開発が進められている地区の通称であり、町名でもある。ホテルや商業施設などを含む21階建ての高層複合ビルが2010年より建設される予定であったが、リーマン・ショックに伴う景気低迷のあおりを受け、清水建設をはじめとする大手ゼネコングループが撤退したため、事業は振り出しに戻った。以降暫定利用としてマンションのモデルルームなどが設置されるなどしたが、2018年6月21日に宇都宮駅東口地区整備事業者選定委員会において審査が行われ、優先交渉権者が決定され、グレードの高いシティタイプのホテルや専門病院の導入などが提案された。
大ホールを1階に配置したコンベンション施設については、交流広場と連続性を持たせることにより、屋内外を活用した一体的なイベント開催を可能とするとともに、1・2階の複層配置とし、東西自由通路とLRTの停留場の両方からのアクセス性を確保するなど、効果的で利便性の高い施設配置が提案された。施設外壁への大谷石のダイナミックな活用、交流広場への水盤の設置や複層階への植栽による積極的な緑化など、県都の顔にふさわしい存在感のある魅力的な都市景観の形成が提案された。
決定内容は以下の通り。
「うつのみや」を世界都市にするまちづくり -すべてをつなぐネットワークハブ構想。
1. 中央街区① 複合施設 地上14階ビル（ウツノミヤテラス）、コンベンション施設 地上4階（2000人規模収容ホール、ライトキューブ宇都宮）、交流広場（宮みらいライトヒル）。
2. 中央街区② 複合施設 地上25階ビル（県内最高層、建設未定）、医療施設 地上6階ビル（シンフォニー病院）。
3. 南街区 分譲マンション 地上20階（プラウド宇都宮）、市営自転車駐車場。

宇都宮駅東口地区整備事業は「人・もの・情報」などの交流と賑わいの創出、都市の魅力の向上などに資する多様で高次な都市機能の導入や、県都の顔として風格のある象徴的な都市景観の形成を目的としている。
宇都宮駅東口の正面からは鬼怒通り（主要地方道宇都宮向田線。県道としての指定は東宿郷交差点から東であり、駅東口から東宿郷交差点までは市道。）が延びており、市内柳田・清原および芳賀工業団地方面へ向かう市内の主要幹線の一つである。

### 小・中学校の学区
市立小・中学校に通う場合、学区は以下の通りとなる。
| 番  | 小学校     | 中学校       |
| --- | ---------- | ------------ |
| 1番 | 今泉小学校 | 泉が丘中学校 |
| 3番 | 今泉小学校 | 泉が丘中学校 |
| 2番 | 簗瀬小学校 | 旭中学校     |

## 歴史

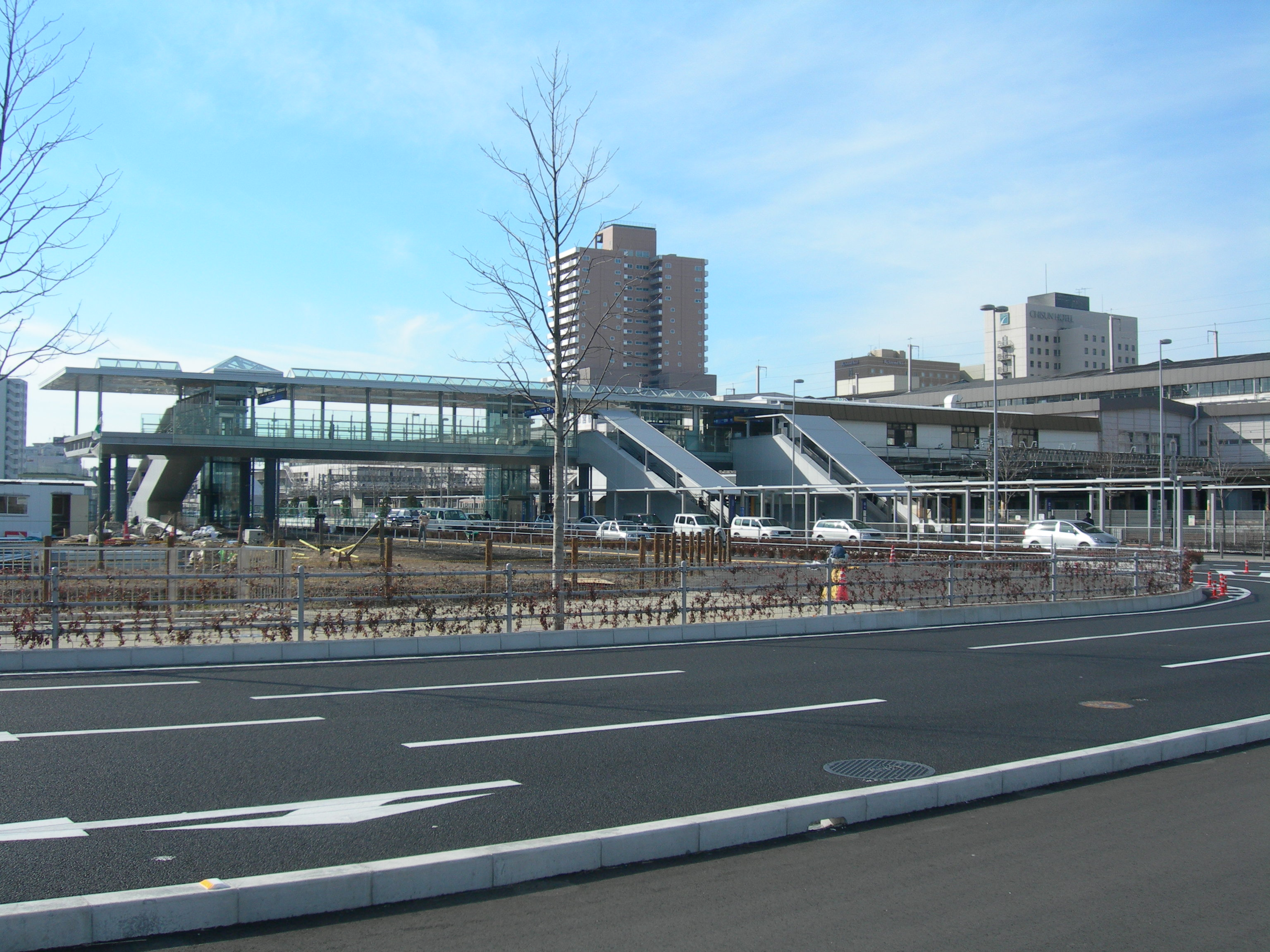
宇都宮駅東口（2009年）

「宮みらい」の名称は宇都宮市による一般公募によって採用されたものである。

### 沿革
- 2009年（平成21年）3月26日 - 住居表示実施により川向町・東宿郷一丁目のそれぞれ一部から成立[5]。

### 変遷
| 実施後   | 実施年月日                | 実施前                                   |
| -------- | ------------------------- | ---------------------------------------- |
| 宮みらい | 2009年（平成21年）3月26日 | 川向町（一部）、東宿郷一丁目（1番・2番） |

## 世帯数と人口
2024年（令和6年）1月31日現在の世帯数と人口は以下の通りである。
| 町丁     | 世帯数  | 人口  |
| -------- | ------- | ----- |
| 宮みらい | 276世帯 | 609人 |

人口・世帯数の変遷 [世帯数： 、人口： ]
| 2010年（平成22年） | 0世帯 0人     |
| 2015年（平成27年） | 62世帯 136人  |
| 2017年（平成29年） | 181世帯 403人 |
| 2020年（令和2年）  | 199世帯 416人 |
| 2022年（令和4年）  | 268世帯 590人 |
| 2024年（令和6年）  | 276世帯 609人 |

## 交通

### 鉄道
- 東日本旅客鉄道（JR東日本） 宇都宮駅
  - ■東北新幹線
  - ■宇都宮線（東北線）
  - ■日光線
  - ■烏山線
- 宇都宮ライトレール 宇都宮駅東口停留場
  - ■宇都宮芳賀ライトレール線

### 道路
- 鬼怒通り

## 施設
再開発事業は2022年に完成。
- 宇都宮駅東口
- 宇都宮東警察署宇都宮駅東交番
- ライトキューブ宇都宮 -2022年11月30日開業
- ウツノミヤテラス